# روبرت هاميلتون (قاضي)
روبرت هاميلتون هو قاضي كندي، ولد في 14 سبتمبر 1753 في لوثيان الشرقية في المملكة المتحدة، وتوفي في 8 مارس 1809.